# Stefania riveroi
Espèce
Statut de conservation UICN

 VU D2 : Vulnérable
Stefania riveroi est une espèce d'amphibiens de la famille des Hemiphractidae.

## Répartition
Cette espèce est endémique de l'État de Bolívar au Venezuela. Elle se rencontre à 2 300 m d'altitude sur le tepuy Yuruaní.

## Étymologie
Cette espèce est nommée en l'honneur de Juan Arturo Rivero.

## Publication originale
- Señaris, Ayarzagüena & Gorzula, 1997 "1996" : Revisión taxonómica del género Stefania (Anura: Hylidae) en Venezuela, con la descripción de cinco nuevas especies. Publicaciones Asociación Amigos Doñana, vol. 7, p. 1–56.